# Dikpootbolkopje
Het dikpootbolkopje (Dicymbium tibiale) is een spinnensoort in de taxonomische indeling van de hangmatspinnen (Linyphiidae).
Het dier komt uit het geslacht Dicymbium. Het dikpootbolkopje werd in 1836 beschreven door John Blackwall.